# برشاوشان أوبرتي
برشاوشان أوبرتي (الاسم العلمي:Adiantum aubertii) هو نوع غير مؤكد من النباتات يتبع جنس البرشاوشان من الفصيلة الديشارية.